# Американське біблійне змагання
«Американське біблійне змагання» — американська телегра біблійної тематики від Ґейм Шоу Нетворк. Постійним відником програми є Джефф Фоксворсі, Кірк Фракнклін був співвідником телегри в другому сезоні. Перший випуск змагання побачив світ 23 серпня 2012 року.
Кожен сезон телегри має вигляд окремого чемпіонату, зі своїми початковим колом ігор, півфіналом і фіналом. У кожній окремій грі три команди по три гравці відповідають на питання, відображаючи свою обізнаність у Біблії. Наприкінці основної частини гри кожна команда обирає від себе представника, що надалі без будь-яких підказок від товаришів по команді змагається із представниками інших команд. По завершенню основної частини гри дві команди з найкращими результатами змагаються у фінальній грі, а їхні попередні результати обнуляються. Далі команди відповідають на якомога більшу кількість питань протягом однієї хвилини, а команда з найбільшою кількістю правильних відповідей виграє головну нагороду — 20 000 доларів. Команда переможців відтак переходить до півфіналу, де має справу з двома іншими командами, що теж здобули перемоги в першому етапі змагання. Команди-переможці півфіналів переходять до фіналу, де головна винагорода вже становить 100 000 доларів США.
Телегра стала найрейтинговішою програмою в історії Ґейм Шоу Нетворк. 2014 року «Американське Біблійне змагання» посіло друге місце в номінації «Найкраще ігрове шоу», програвши телегрі «Ризикуй!», а Фоксворсі посів друге місце у номінації «Найкращий відник ігрового шоу», програвши Стіву Гарві (віднику «Сімейної колотнечі»), у «Денній премії „Еммі“».